# Pivka (gemeente)
Pivka (Voor 1918: Sv. Peter na Kranjskem of Šempeter na Krasu; Italiaans: San Pietro del Carso; Duits: St. Peter in Krain) is een gemeente in het zuiden van Slovenië in de regio Zuid-Primorska. De gemeentezetel is gevestigd in de plaats Pivka. Door de gemeente stromen de rivier de Pivka en de Reka. Pivka onderhoudt een stedenband met de Beierse gemeente Durach uit Oberallgäu en telt 5926 inwoners (2002).
Pivka werd ontsloten voor het spoorverkeer door de aanleg van de spoorverbinding Triëst-Ljubljana-Wenen in 1857. Enkele jaren later volgde de spoorverbinding naar Rijeka, die mede tot stand kwam als eis van de Taborbeweging. Een van de Taborbijeenkomsten vond plaats in Kalc bij Pivka op 9 mei 1869, onder leiding van dichter-politicus Miroslav Vilhar.

## Woonkernen
Buje, Dolnja Košana, Drskovče, Čepno, Gornja Košana, Gradec, Juršče, Kal, Klenik, Mala Pristava, Nadanje selo, Narin, Neverke, Nova Sušica, Palčje, Parje, Petelinje, Pivka, Ribnica, Selce, Slovenska vas, Stara Sušica, Suhorje, Šilentabor, Šmihel, Trnje, Velika Pristava, Volče, Zagorje

## Geboren in Pivka
- Miroslav Vilhar (1818–1871), dichter, componist en politicus